# Garmenjak Veli (Kurba Vela)
Garmenjak Veli je nenaseljeni otočić u hrvatskom dijelu Jadranskog mora.
Njegova površina iznosi 0,133 km². Dužina obalne crte iznosi 1,35 km.